# Championnat de Chypre de football 2012-2013
Navigation
Saison 2011-2012 Saison 2013-2014
La saison 2012-2013 du Championnat de Chypre de football est la 75e édition du championnat de première division de Chypre. Les 14 meilleurs clubs du pays se retrouvent au sein d'une poule unique, la Marfin Laiki League, où ils s'affrontent 2 fois, à domicile et à l'extérieur. À l'issue du championnat, les 4 premiers jouent la poule pour le titre, les clubs classés entre la 5e et la 8e place jouent la poule de classement et enfin les clubs classés entre la 9e et la 12e place jouent une poule de relégation. À noter que les 2 derniers du classement à l'issue de la phase régulière sont directement relégués en D2.
C'est l'APOEL Nicosie qui remporte le championnat après avoir terminé en tête de la poule pour le titre, avec cinq points d'avance sur l'Anorthosis Famagouste et sept sur l'Omonia Nicosie. C'est le vingt-deuxième titre de champion de Chypre de l'histoire du club.

## Les 14 clubs participants
| - Omonia Nicosie - AE Paphos - Promu de D2 - AEL Limassol - Anorthosis Famagouste - APOEL Nicosie - Apollon Limassol - Ayia Napa FC - Promu de D2 | - AEK Larnaca - Enosis Neon Paralimni - Olympiakos Nicosie - Ethnikos Achna - Nea Salamina Famagouste - Doxa Katokopia - Promu de D2 - Alki Larnaca |

## Compétition

### Règlement
Le barème utilisé pour établir tous les classements est le suivant :
- Victoire : 3 points
- Match nul : 1 point
- Défaite : 0 point

En cas d'égalité, les critères pour départager les équipes sont les suivantes :
- Faces-à-faces
- Différence de buts lors des faces-à-faces
- Buts marqués lors des faces-à-faces
- Différence de buts générale
- Buts marqués

### Première phase

#### Classement
mise à jour : 29 avril 2013
| Rang | Équipe                  | Pts | J  | G  | N  | P  | Bp | Bc | Diff |
| ---- | ----------------------- | --- | -- | -- | -- | -- | -- | -- | ---- |
| 1    | APOEL Nicosie           | 66  | 26 | 21 | 3  | 2  | 56 | 10 | +46  |
| 2    | Anorthosis Famagouste   | 60  | 26 | 18 | 6  | 2  | 57 | 21 | +36  |
| 3    | AEK Larnaca             | 55  | 26 | 17 | 4  | 5  | 50 | 21 | +29  |
| 4    | Omonia Nicosie          | 53  | 26 | 16 | 5  | 5  | 51 | 22 | +29  |
| 5    | AEL LimassolT           | 51  | 26 | 14 | 9  | 3  | 46 | 26 | +20  |
| 6    | Apollon Limassol        | 40  | 26 | 11 | 7  | 8  | 32 | 24 | +8   |
| 7    | Doxa KatokopiaP         | 30  | 26 | 8  | 6  | 12 | 26 | 40 | -14  |
| 8    | Enosis Neon Paralimni   | 28  | 26 | 6  | 10 | 10 | 23 | 35 | -12  |
| 9    | Alki Larnaca            | 25  | 26 | 6  | 7  | 13 | 33 | 46 | -13  |
| 10   | Olympiakos Nicosie -3   | 24  | 26 | 6  | 9  | 11 | 36 | 44 | -8   |
| 11   | Nea Salamina Famagouste | 23  | 26 | 6  | 5  | 15 | 18 | 36 | -18  |
| 12   | Ethnikos Achna          | 22  | 26 | 4  | 10 | 12 | 28 | 40 | -12  |
| 13   | Ayia Napa FCP           | 8   | 26 | 2  | 2  | 22 | 15 | 59 | -44  |
| 14   | AE PaphosP -9           | 6   | 26 | 4  | 3  | 19 | 17 | 64 | -47  |

|  | Participation à la poule pour le titre             |
|  | Participation à la poule de classement             |
|  | Participation à la poule de relégation             |
|  | Relégation en Cypriot Second Division              |
|  | T : Tenant du titre P : Promu de deuxième division |

- Le 22 mai 2012, l'Olympiakos Nicosie reçoit une pénalité de trois points pour avoir échoué aux critères financiers de la fédération chypriote de football.
- Le 11 juin 2012, l'AE Paphos subit la même sanction pour les mêmes raisons et cette pénalité est doublée le 13 août 2012 en raison d'un second échec lors d'un nouvel examen de leur dossier. Le 12 novembre 2012, le club reçoit trois points de pénalités supplémentaires pour la troisième fois pour avoir encore échoué aux critères financiers de la fédération chypriote de football.

### Deuxième phase

#### Poule pour le titre
| Rang | Équipe                | Pts | J  | G  | N | P | Bp | Bc | Diff |  | Résultats (▼ dom., ► ext.) | APO | ANO | OMO | AEK |
| ---- | --------------------- | --- | -- | -- | - | - | -- | -- | ---- |  | -------------------------- | --- | --- | --- | --- |
| 1    | APOEL Nicosie         | 73  | 32 | 23 | 4 | 5 | 62 | 19 | +43  |  | APOEL Nicosie              |     | 0-0 | 4-3 | 0-1 |
| 2    | Anorthosis Famagouste | 68  | 32 | 20 | 8 | 4 | 60 | 29 | +31  |  | Anorthosis Famagouste      | 2-1 |     | 0-0 | 0-3 |
| 3    | Omonia Nicosie        | 66  | 32 | 20 | 6 | 6 | 66 | 27 | +39  |  | Omonia Nicosie             | 3-0 | 4-0 |     | 3-1 |
| 4    | AEK Larnaca           | 61  | 32 | 19 | 4 | 9 | 55 | 28 | +27  |  | AEK Larnaca                | 0-1 | 0-1 | 0-2 |     |

#### Poule de classement
| Rang | Équipe                | Pts | J  | G  | N  | P  | Bp | Bc | Diff |  | Résultats (▼ dom., ► ext.) | AEL | APO | DOX | ENO |
| ---- | --------------------- | --- | -- | -- | -- | -- | -- | -- | ---- |  | -------------------------- | --- | --- | --- | --- |
| 5    | AEL Limassol          | 64  | 32 | 18 | 10 | 4  | 59 | 31 | +28  |  | AEL Limassol               |     | 2-1 | 3-0 | 3-0 |
| 6    | Apollon Limassol C    | 48  | 32 | 13 | 9  | 10 | 40 | 31 | +9   |  | Apollon Limassol C         | 1-3 |     | 0-0 | 4-1 |
| 7    | Doxa Katokopia        | 39  | 32 | 10 | 9  | 13 | 31 | 47 | -16  |  | Doxa Katokopia             | 1-1 | 1-1 |     | 1-0 |
| 8    | Enosis Neon Paralimni | 31  | 32 | 7  | 10 | 15 | 28 | 49 | -21  |  | Enosis Neon Paralimni      | 2-1 | 0-1 | 2-4 |     |

#### Poule de relégation
| Rang | Équipe                  | Pts | J  | G | N  | P  | Bp | Bc | Diff |  | Résultats (▼ dom., ► ext.) | ALK | OLY | ETH | NEA |
| ---- | ----------------------- | --- | -- | - | -- | -- | -- | -- | ---- |  | -------------------------- | --- | --- | --- | --- |
| 9    | Ethnikos Achna          | 33  | 32 | 7 | 12 | 13 | 39 | 48 | -9   |  | Ethnikos Achna             | 1-1 | 3-1 |     | 2-2 |
| 10   | Alki Larnaca            | 32  | 32 | 8 | 8  | 16 | 41 | 54 | -13  |  | Alki Larnaca               |     | 2-1 | 1-3 | 1-2 |
| 11   | Olympiakos Nicosie -3   | 31  | 32 | 8 | 10 | 14 | 42 | 54 | -12  |  | Olympiakos Nicosie -3      | 4-2 |     | 4-2 | 0-0 |
| 12   | Nea Salamina Famagouste | 31  | 32 | 8 | 7  | 17 | 25 | 42 | -17  |  | Nea Salamina Famagouste    | 1-3 | 3-0 | 1-2 |     |

## Bilan de la saison
| Championnat de Chypre de football 2012-2013 |                           |
| Champion                                    | APOEL Nicosie (22e titre) |
| Coupes et trophées                          |                           |
| Vainqueur de la Coupe de Chypre 2012-2013   | Apollon Limassol          |
| Qualifications continentales                |                           |
| Ligue des champions de l'UEFA 2013-2014     | APOEL Nicosie             |
| Ligue Europa 2013-2014                      | Apollon Limassol          |
| Ligue Europa 2013-2014                      | Anorthosis Famagouste     |
| Ligue Europa 2013-2014                      | Omonia Nicosie            |
| Promotions et relégations                   |                           |
| Promus en Marfin Laiki League               | AEK Kouklia               |
| Promus en Marfin Laiki League               | Aris Limassol             |
| Promus en Marfin Laiki League               | Ermis Aradippou           |
| Relégués en Cypriot Second Division         | Ayia Napa FC              |
| Relégués en Cypriot Second Division         | AE Paphos                 |
| Relégués en Cypriot Second Division         | Nea Salamina Famagouste   |